# Adlai Stevenson I

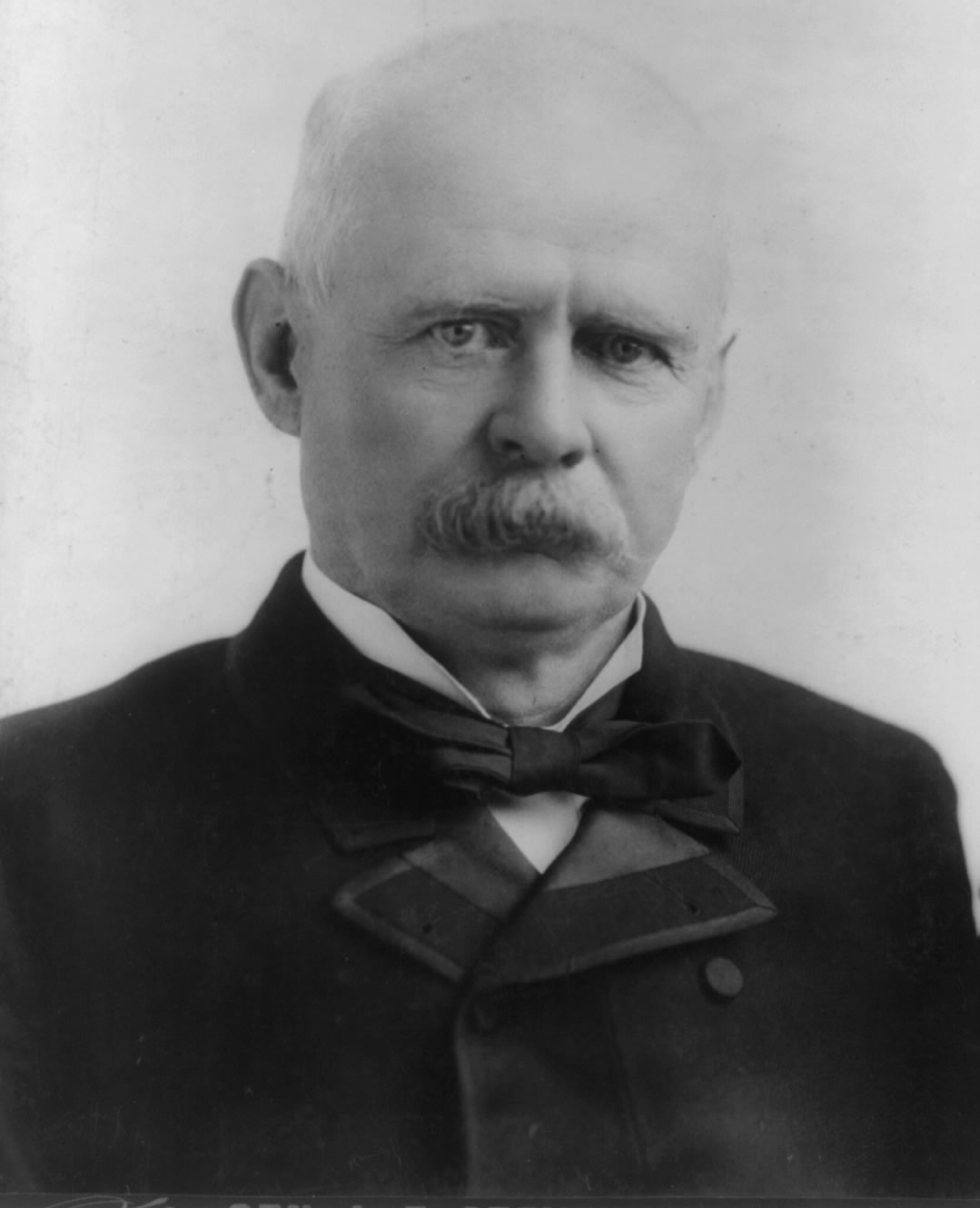
Adlai Stevenson, foto Napoleon Sarony

Adlai Ewing Stevenson (Christian County (Kentucky), 23 oktober 1835 - Chicago (Illinois), 14 juni 1914) was een Amerikaans politicus en vicepresident van de Verenigde Staten.
Geboren in Kentucky als zoon van een slavenhoudende landbouwer, verhuisde hij nog tijdens zijn jeugd naar Illinois. In 1857 vestigde hij er zich als advocaat. Politiek behoorde hij tot de Democratische Partij. Hij was lid van het Huis van Afgevaardigden 1875-1877 en 1879-1881. Van 1885 tot 1889 was hij onderminister van Posterijen onder president Grover Cleveland. In deze functie ontsloeg hij 40.000 Republikeinse postmannen om hen te vervangen door Democraten. Dit leverde hem de levenslange tegenstand op van de Republikeinen: in 1889 weigerden ze zijn benoeming tot rechter in een federale rechtbank.
Stevenson werd bij de Amerikaanse presidentsverkiezingen van 1892 aangeduid als running mate voor Cleveland, die werd verkozen. Hierdoor was Stevenson vicepresident van 1893 tot 1897. Hoewel hij goed kon opschieten met de president, was hij politiek machteloos.
In 1900 was hij weer kandidaat vicepresident, dit keer echter zonder succes. In 1908 was hij kandidaat-gouverneur van Illinois, maar ook deze keer verloor hij de verkiezingen.
Zijn kleinzoon en naamgenoot Adlai E. Stevenson II was in 1952 en 1956 presidentskandidaat voor de Democraten.
Adams ·
Jefferson ·
Burr ·
Clinton ·
Gerry ·
Tompkins ·
Calhoun ·
Van Buren ·
R.M. Johnson ·
Tyler ·
Dallas ·
Fillmore ·
King ·
Breckinridge ·
Hamlin ·
A. Johnson ·
Colfax ·
Wilson ·
Wheeler ·
Arthur ·
Hendricks ·
Morton ·
Stevenson ·
Hobart ·
Roosevelt ·
Fairbanks ·
Sherman ·
Marshall ·
Coolidge ·
Dawes ·
Curtis ·
Garner ·
Wallace ·
Truman ·
Barkley ·
Nixon ·
L.B. Johnson ·
Humphrey ·
Agnew ·
Ford ·
Rockefeller ·
Mondale ·
Bush ·
Quayle ·
Gore ·
Cheney ·
Biden ·
Pence ·
Harris ·
Vance
- Gemeinsame Normdatei: 132387840
- International Standard Name Identifier: 0000 0000 2669 4830
- Library of Congress Control Number: n88159812
- National Archives and Records Administration: 18541060
- SNAC: w6k17tqf
- Biographical Directory of the United States Congress: S000889
- Virtual International Authority File: 35615277
- WorldCat: E39PBJfGY69bmQWX4VDkPWRdwC